# Brian Crowley
Brian Crowley (Dublino, 4 marzo 1964) è un politico irlandese.
Esponente del Fianna Fáil, dal febbraio 1993 all'agosto 1994 ricopre la carica di senatore, a seguito di nomina del Taoiseach.
Eletto per la prima volta al Parlamento europeo in occasione delle elezioni del 1994, è riconfermato a quelle del 1999, 2004, 2009 e 2014. In dissenso dal suo partito, nel 2014 lascia il gruppo politico dell'ALDE alla volta dell'ECR e viene pertanto espulso dal Fianna Fáil.